# La Esperanza (västra Ocozocoautla de Espinosa kommun)
La Esperanza är en ort i Mexiko.   Den ligger i kommunen Ocozocoautla de Espinosa och delstaten Chiapas, i den sydöstra delen av landet, 700 km öster om huvudstaden Mexico City. La Esperanza ligger 764 meter över havet och antalet invånare är 112.
Terrängen runt La Esperanza är kuperad åt nordväst, men åt sydost är den platt. Runt La Esperanza är det ganska glesbefolkat, med 40 invånare per kvadratkilometer. Närmaste större samhälle är Ocozocoautla de Espinosa, 12,0 km öster om La Esperanza. I omgivningarna runt La Esperanza växer huvudsakligen savannskog.